# Angelo Palombo
Angelo Palombo (nascut en Ferentino, Província de Frosinone, Itàlia, el 25 de setembre de 1981) és un exfutbolista italià que jugava com a centrecampista.
Al llarg de la seva carrera al club, va jugar a l'ACF Fiorentina, U.C. Sampdoria, i l'Inter de Milà a la Serie A. La gran majoria d'aquest temps el va passar a la Sampdoria on va ser capità del primer equip i va hi jugar un total de gairebé 15 anys.
Palombo va disputar 22 partits per a la Selecció de futbol d'Itàlia a nivell internacional entre 2006 i 2011, i va representar la seva nació a la Copa Confederacions de la FIFA 2009 i a la Copa del Món de la FIFA 2010, també va guanyar una medalla de bronze als Jocs Olímpics d'estiu de 2004.